# Williams FW31
Williams FW31 — гоночный автомобиль команды Williams, участвовавший в Чемпионате мира Формулы-1 сезона 2009 года.

## История
В 2009 году произошло самое крупное за последние 30 лет техническое преображение Формулы-1. Переднее крыло стало низким и широким, заднее — узким и высоким. Болиды лишились множества крылышек на корпусе. Потерю прижимной силы восполнило возвращение сликов. Пилот имел право менять угол атаки переднего антикрыла в течение гонки. Презентация машины состоялась 19 января 2009 на трассе Алгарве, Португалия. Williams оказался одной из трёх команд, которые с начала сезона использовали на болидах двойной диффузор. К такому решению инженеры Williams пришли отдельно от Brawn GP и Toyota. Двойной диффузор давал большую прибавку в прижимной силе. Поначалу Williams хотели использовать также и систему KERS в виде маховика, но предпочли отказаться от этой идеи для лучшей развесовки и аэродинамики.
Нико Росберг провел один из лучших сезонов в карьере. Он регулярно попадал в последний сегмент квалификации. Как следствие, он постоянно набирал. Серия очковых финишей подряд насчитывала у немца 8 Гран-при. Ему удалось показать лучший на круг на Гран-при Австралии. С другой стороны, Росберг ни разу не смог подняться на подиум. Он долго лидировал в Малайзии, но неудачная тактика отбросила его далеко за черту призовой тройки. В Сингапуре, где годом ранее он занял 2 место, Росберг претендовал на подиум, но при выезде с пит-стопа пересек разделительную линию, за что получил проезд по пит-лейну. За сезон немец набрал 34,5 очка — его лучший результат на тот момент в карьере.
Однако второй пилот — Кадзуки Накадзима — не принёс в копилку команды ни единого балла. Японец оказался полным неудачником чемпионата. Он — единственный пилот, выступавший целый сезон и не заработавший ни одного очка. Квалификационный счёт с напарником оказался разгромным — 14:3.

## Спонсоры
Титульный спонсор — AT&T. Основные спонсоры — Philips, ORIS, RBS.

## Результаты выступлений в Формуле-1
| Легенда к таблице |                                                                    |
| --- | ------------------------------------------------------------------ |
| В таблице перечислены результаты всех Гран-при Формулы-1, в которых использовался автомобиль. Строками таблицы являются сезоны, столбцами — этапы чемпионата мира. В каждой клетке указаны сокращённое название этапа и результат, дополнительно обозначенный цветом. Расшифровка обозначений и цветов представлена в нижеследующей таблице. |                                                                    |
| \| Пример \| Описание \| \| ------------ \| ------------------------------------------------------------------ \| \| 1 \| Победитель \| \| 2 \| Второе место \| \| 3 \| Третье место \| \| 5 \| Финишировал, заработав очки \| \| Сход \| Не финишировал, но при этом заработал очки \| \| 12 \| Финишировал, не получив очков \| \| НКЛ \| Финишировал, но не попал в финальную классификацию \| \| 15 \| Участвовал вне зачёта, либо по отдельной классификации \| \| 18 \| Не финишировал, но попал в финальную классификацию \| \| Сход \| Не финишировал \| \| НКВ \| Не прошёл квалификацию \| \| НПКВ \| Не прошёл предквалификацию \| \| ДСК \| Дисквалифицирован \| \| ИСК \| Исключён из протокола соревнований \| \| ТТ \| Заявлен для участия только в тренировках \| \| НС \| Участвовал в квалификации, но не стартовал в гонке \| \| Т \| Травмирован или болен \| \| ОТК \| Отказ от участия \| \| НТР \| Прибыл на соревнования, но на трассу не выезжал \| \| НПР \| Был заявлен в числе участников, но не прибыл к началу соревнований \| \| О \| Соревнования отменены \| \| \| Не участвовал \| \| Поул-позиция \| \| \| Быстрый круг \| \| |                                                                    |
| Пример | Описание                                                           |
| 1 | Победитель                                                         |
| 2 | Второе место                                                       |
| 3 | Третье место                                                       |
| 5 | Финишировал, заработав очки                                        |
| Сход | Не финишировал, но при этом заработал очки                         |
| 12 | Финишировал, не получив очков                                      |
| НКЛ | Финишировал, но не попал в финальную классификацию                 |
| 15 | Участвовал вне зачёта, либо по отдельной классификации             |
| 18 | Не финишировал, но попал в финальную классификацию                 |
| Сход | Не финишировал                                                     |
| НКВ | Не прошёл квалификацию                                             |
| НПКВ | Не прошёл предквалификацию                                         |
| ДСК | Дисквалифицирован                                                  |
| ИСК | Исключён из протокола соревнований                                 |
| ТТ | Заявлен для участия только в тренировках                           |
| НС | Участвовал в квалификации, но не стартовал в гонке                 |
| Т | Травмирован или болен                                              |
| ОТК | Отказ от участия                                                   |
| НТР | Прибыл на соревнования, но на трассу не выезжал                    |
| НПР | Был заявлен в числе участников, но не прибыл к началу соревнований |
| О | Соревнования отменены                                              |
| | Не участвовал                                                      |
| Поул-позиция |                                                                    |
| Быстрый круг |                                                                    |

| Год  | Команда  | Двигатель | Шины | Пилоты    | 1    | 2     | 3    | 4    | 5   | 6    | 7   | 8   | 9   | 10  | 11  | 12  | 13  | 14  | 15  | 16   | 17  | Место | Очки |
| ---- | -------- | --------- | ---- | --------- | ---- | ----- | ---- | ---- | --- | ---- | --- | --- | --- | --- | --- | --- | --- | --- | --- | ---- | --- | ----- | ---- |
| 2009 | Williams | Toyota V8 | B    |           | АВС  | МАЛ ‡ | КИТ  | БАХ  | ИСП | МОН  | ТУР | ВЕЛ | ГЕР | ВЕН | ЕВР | БЕЛ | ИТА | СИН | ЯПО | БРА  | АБУ | 6     | 34,5 |
| 2009 | Williams | Toyota V8 | B    | Росберг   | 6    | 8     | 15   | 9    | 8   | 6    | 5   | 5   | 4   | 4   | 5   | 8   | 16  | 11  | 5   | Сход | 9   | 6     | 34,5 |
| 2009 | Williams | Toyota V8 | B    | Накадзима | Сход | 12    | Сход | Сход | 13  | 15 † | 12  | 11  | 12  | 9   | 18  | 13  | 10  | 9   | 15  | Сход | 13  | 6     | 34,5 |

† Не финишировал, но был классифицирован

‡ Гонка была прервана из-за погодных условий, гонщики получили половину очков